# Giacomo De Martino

Giacomo De Martino

Nobile Giacomo De Martino (* 7. September 1868 in Bern; † 25. Juni 1957 in Rom) war ein Diplomat und Politiker im Königreich Italien, der unter anderem von 1913 bis 1919 Generalsekretär des Außenministeriums (Ministero degli affari esteri), 1920 Botschafter im Deutschen Reich, zwischen 1920 und 1922 Botschafter im Vereinigten Königreich, von 1922 bis 1925 Botschafter im Japanischen Kaiserreich sowie zwischen 1925 und 1932 Botschafter in den USA. Er war ferner von 1928 bis 1943 Mitglied des Senats (Senato del Regno).

## Leben

### Studium, Eintritt und erste Verwendungen im diplomatischen Dienst
Giacomo De Martino stammte aus einer Adelsfamilie und war der Sohn von Renato De Martino und Elisabetta De Wirsen. Er absolvierte ein Studium der Sozialwissenschaften am Institut für Sozialwissenschaften (Istituto Superiore di Scienze Sociali e Politiche „Cesare Alfieri di Sostegno“) in Florenz, welches er mit einem Laurea in scienze sociali beendete. Er trat am 15. Februar 1891 in den diplomatischen Dienst des Außenministeriums (Ministero degli affari esteri) und wurde daraufhin am 21. Januar 1891 als Attaché an die Gesandtschaft im Deutschen Kaiserreich versetzt. Für seine Verdienste wurde er am 11. November 1892 Ritter des Ordens der Krone von Italien und am 11. Mai 1895 als Attaché an die Gesandtschaft im Osmanischen Reich versetzt. Nach seiner Rückkehr wurde er am 31. März 1896 zur besonderen Verfügung des Außenministeriums gestellt und am 18. November 1896 zum Legationssekretär Zweiter Klasse befördert. Am 26. Oktober 1897 wurde er an die Vertretung im Khedivat Ägypten mit Sitz in Kairo versetzt und befand sich nach seiner Rückkehr vom 7. Januar 1900 bis zum 27. Januar 1901 wieder zur besonderen Verfügung des Außenministeriums. Nach einer darauf folgenden Verwendung vom 27. Januar bis zum 3. März 1901 an der Gesandtschaft in der Schweiz, war er wiederum im Außenministerium tätig und wurde am 16. Mai 1901 Offizier des Ordens der Krone von Italien.
Danach versah De Martino vom 26. August 1901 bis zum 4. März 1904 abermals Dienst an der Gesandtschaft in der Schweiz und wurde am 28. Juni 1903 zum Legationssekretär Erster Klasse ernannt sowie zudem am 17. Januar 1904 auch Ritter des Ordens der Heiligen Mauritius und Lazarus. Am 4. März 1904 wechselte er zunächst wieder an die Gesandtschaft im Osmanischen Reich sowie am 3. Oktober 1906 erneut an die Gesandtschaft im Deutschen Kaiserreich, wo er am 1. Juli 1907 seine Beförderung zum Legationsrat Zweiter Klasse erhielt. Daraufhin wurde er am 27. Oktober 1907 zum Diplomatischen Agenten im Khedivat Ägypten und Generalkonsul in Kairo ernannt. Während seiner dortigen bis zu Oktober 1911 dauernden Verwendung wurde er am 2. Januar 1908 zum Legationsrat Erster Klasse befördert und am 11. Juni 1908 Offizier des Ordens der Heiligen Mauritius und Lazarus sowie am 20. November 1910 auch Kommandeur des Ordens der Krone von Italien. Am 16. Juli 1911 wurde er als Inviato straordinario di II classe zum Gesandten Zweiter Klasse ernannt.

### Generalsekretär des Außenministeriums und Botschafter

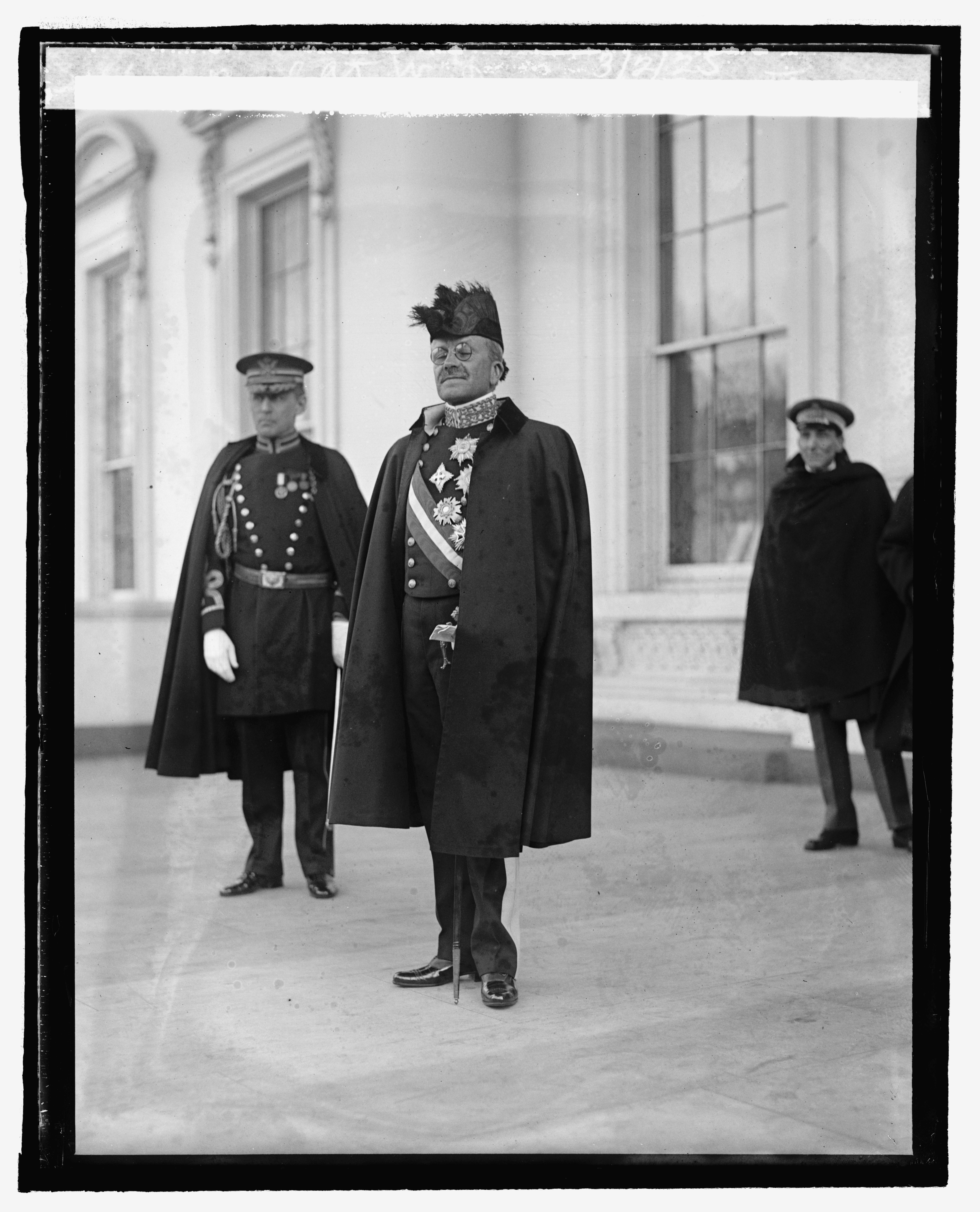
Giacomo De Martino als Botschafter in den USA (1925).

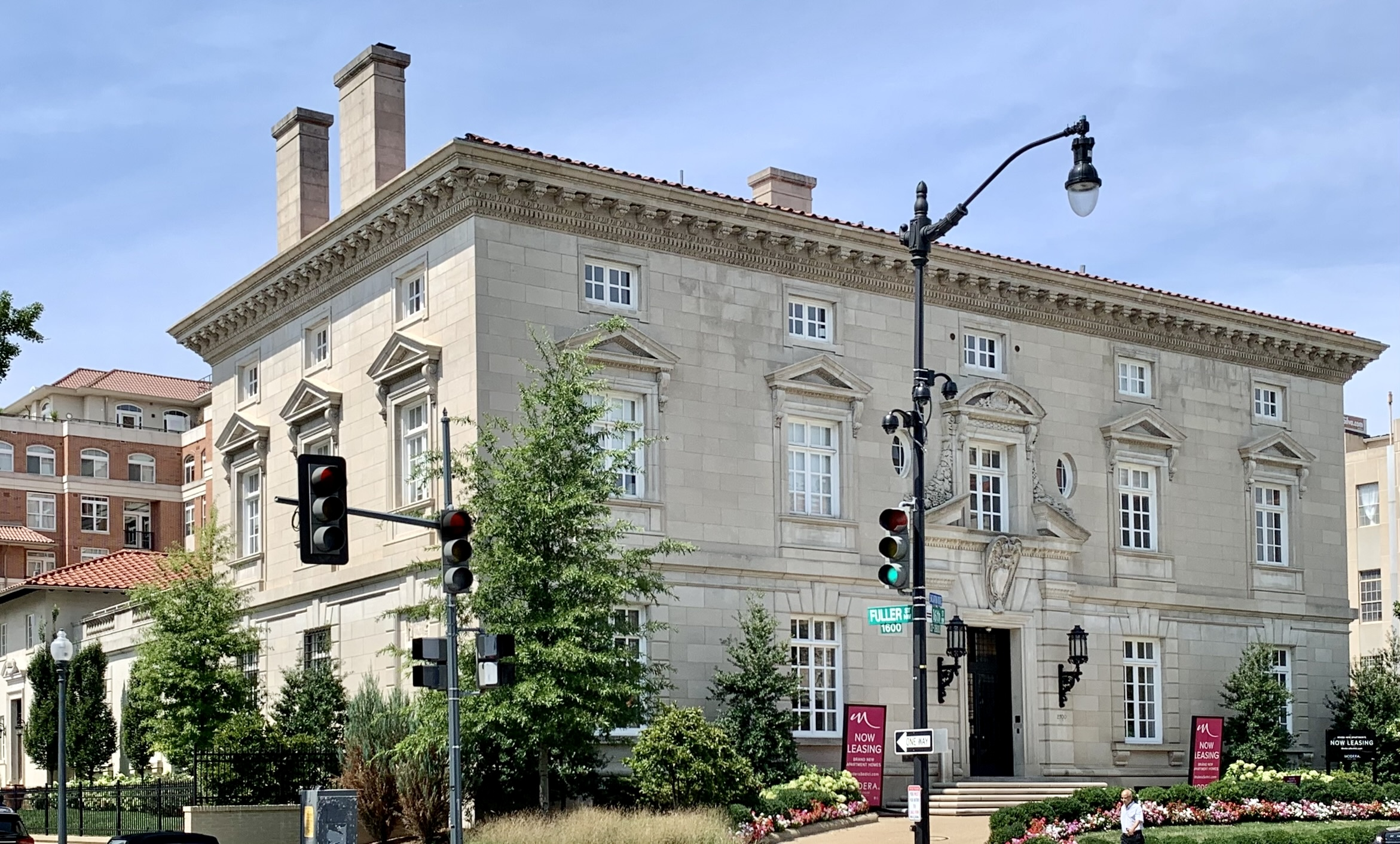
Während seiner Amtszeit bezog die Italienische Botschaft 1925 ihren Sitz in 2700 16th Street, NW in Washington, D.C.

Im Oktober 1911 kehrte Giacomo De Martino zurück und war zunächst zwischen Oktober 1911 bis Januar 1913 Kabinettschef von Außenminister Antonino Paternò-Castello. Während dieser Zeit wurde er am 31. Dezember 1911 auch Kommandeur des Ordens der Heiligen Mauritius und Lazarus und am 20. November 1912 als Nachfolger von Riccardo Bollati zum Generalsekretär des Außenministeriums (Segretario generale del Ministero degli affari esteri) ernannt. Er bekleidete dieses Amt des höchsten Ministerialbeamten offiziell vom 1. Januar 1913 bis zum 31. Dezember 1920, woraufhin Salvatore Contarini ihn ablöste. Aufgrund seiner Verdienste in dieser Position wurde er am 12. Dezember 1912 Großoffizier des Ordens der Krone von Italien sowie am 19. November 1914 auch Großoffizier des Ordens der Heiligen Mauritius und Lazarus und bekam am 23. Dezember 1915 zudem das Großkreuz des Ordens der Krone von Italien verliehen. Er war außerdem zwischen Mai und Juli 1919 Generalsekretär der italienischen Delegation bei der Pariser Friedenskonferenz, die vom 18. Januar 1919 bis zum 21. Januar 1920 zwischen den Siegern des Ersten Weltkriegs unter Ausschluss der Besiegten stattfand und das Ziel hatte, einen Friedensvertrag mit Deutschland und seinen Verbündeten zu erarbeiten. Ihr Ergebnis waren die Pariser Vorortverträge, darunter auch der Friedensvertrag von Versailles. Nach Beendigung dieser Tätigkeit erfolgte am 1. Juli 1919 als Inviato straordinario di I classe auch seine Beförderung zum Gesandten Erster Klasse.
Abermals als Nachfolger von Riccardo Bollati übernahm De Martino am 11. Januar 1920 den Posten als Botschafter im Deutschen Reich und verblieb in dieser Funktion bis zu seiner Ablösung durch Alfredo Frassati am 23. Oktober 1920. Er selbst wiederum wurde am 25. November 1920 Nachfolger von Guglielmo Imperiali di Francavilla als Botschafter im Vereinigten Königreich und übte dieses Amt bis zum 10. November 1922 aus, woraufhin Pietro Tomasi Della Torretta ihn am 19. November 1922 folgte.
Am 10. November 1922 wurde er zum Botschafter im Japanischen Kaiserreich ernannt und trat dort am 12. November 1922 die Nachfolge von Carlo Aliotti an. Das Amt des Botschafters in Japan bekleidete er bis zum 25. Januar 1925, ehe Giulio Della Torre di Lavagna am 2. April 1925 seine dortige Nachfolge antrat. Während dieser Verwendung wurde ihm am 31. Dezember 1923 auch formell der Rang eines Botschafters (Ambasciatore) verliehen. Daraufhin wurde er am 25. Januar 1925 zum Botschafter in den USA ernannt und löste dort offiziell am 2. März 1925 Gelasio Benedetto Anatolio Caetani ab. Den Posten als Botschafter in den USA bekleidete er bis September 1933 und wurde daraufhin von Augusto Rosso abgelöst.

### Senator und Verlust des Senatsmandats
Am 8. November 1928 wurde Giacomo De Martino zum Mitglied des Senats (Senato del Regno) ernannt und gehörte diesem vom 7. Mai 1929 bis zum 5. August 1943 an. Für seine langjährigen Verdienste im diplomatischen Dienst wurde ihm am 9. Mai 1929 auch das Großkreuz des Ordens der Heiligen Mauritius und Lazarus verliehen. Während seiner Senatszugehörigkeit war er zwischen dem 16. Dezember 1938 und dem 2. März 1939 zunächst Mitglied der Kommission für die Rechtsprechung des Obersten Gerichtshofes (Commissione per il giudizio dell’Alta Corte di Giustizia) sowie vom 17. April 1939 bis zum 5. August 1943 Mitglied des Ausschusses für auswärtige Angelegenheiten, Handels- und Zollrecht (Commissione degli affari esteri, degli scambi commerciali e della legislazione doganale).
Unter der Regierung Bonomi wurde De Michelis am 7. August 1944 vom Obersten Gerichtshof für Sanktionen gegen den Faschismus ACGSF (Alta Corte di Giustizia per le Sanzioni contro il Fascismo) angeklagt. Ihm wurde vorgeworfen als Senator für die Aufrechterhaltung des Faschismus und die Ermöglichung des Krieges verantwortlich gewesen zu sein, sowohl durch Stimme als auch durch individuelle Aktionen, einschließlich Propaganda innerhalb und außerhalb des Senats. Durch Beschluss des ACGSF vom 30. Oktober 1944 verlor er seinen Sitz im Senat. Die dagegen gerichtete Berufung wurde durch Beschluss vom 24. Juli 1946 zurückgewiesen.